# 세르지우 올리베이라
세르지우 미겔 헬바스 드 올리베이라(포르투갈어: Sérgio Miguel Relvas de Oliveira, 1992년 6월 2일 ~ )는 포르투갈의 축구 선수로 포지션은 중앙 미드필더이다. 현재 올림피아코스에서 활약하고 있다.